# 北真岡駅 (樺太)
北真岡駅（きたまおかえき）は、樺太真岡郡真岡町に存在した鉄道省樺太西線の駅である。開業時の駅名は荒貝駅（あらかい）。現在はロシア鉄道極東鉄道支社サハリン地域部のホルムスク＝セヴェルヌイ駅（ст. Холмск-Северный, ホルムスク北駅）で、ホルムスク機関区（旧真岡機関区）に隣接する客貨の拠点駅である。
現状に関しては、サハリン州およびサハリンの鉄道、真岡駅 (樺太)の項目も参照のこと。

## 概要
1921年、樺太庁鉄道西海岸線真岡駅 - 野田駅間開通にともない、荒貝駅として開設。のち豊真線旅客列車の始発・終着駅となった。1930年に北真岡駅に改称。日本時代末期の旅客列車は、樺太西線が上り（本斗行き）5本と真岡止まり2本、下り（野田行き・久春内行き各2本）4本が、豊真線は豊原との間に上下3本運行されていた。
1946年のソ連国鉄編入にともない、ホルムスク＝セヴェルヌイ駅に改称。現在も1940年代に建てられた当時の駅本屋を改装して使用している。ワニノ・ホルムスク鉄道連絡船を経由してホルムスク＝ソルチローヴォチヌイ駅（ホルムスク操車場駅）とサハリン島内各地を発着する貨物列車が通過するほか、ソ連時代の漁業船団基地だったホルムスク漁業港を改修整備して2003年に供用を開始したサハリンプロジェクトの資機材輸送拠点港、サハリン西海洋港（Сахалинский Западный морской порт）への貨物線が分岐する貨物輸送の拠点駅である。
また1997年にシャフタ＝サハリンスカヤ─ホルムスク＝ソルチローヴォチヌイ間で旅客列車の運行が休止して以降、ホルムスク＝セヴェルヌイ駅がシャフタ＝サハリンスカヤ─アルセンチェフカ線（旧樺太西線）旅客列車の南側の始発・終着駅となり、2011年夏季ダイヤでは次の列車が運行されている。
- ユジノサハリンスク間（イリインスク経由）夜行長距離列車
  - 971・972列車 - 上下各1本、月3～4日運行
- チェーホフ＝サハリンスキー（旧野田）間
  - 6101～6104列車 - 上下各2本、週4日運行
- トマリ（旧泊居）間
  - 6109～6112列車 - 上下各2本、週3日運行
- ニコライチュク（旧池ノ端）間（夏季は毎日運行）
  - 6105～6108列車 - 上下各2本、週4日運行
  - 6113～6114列車 - 上下各1本、週3日運行

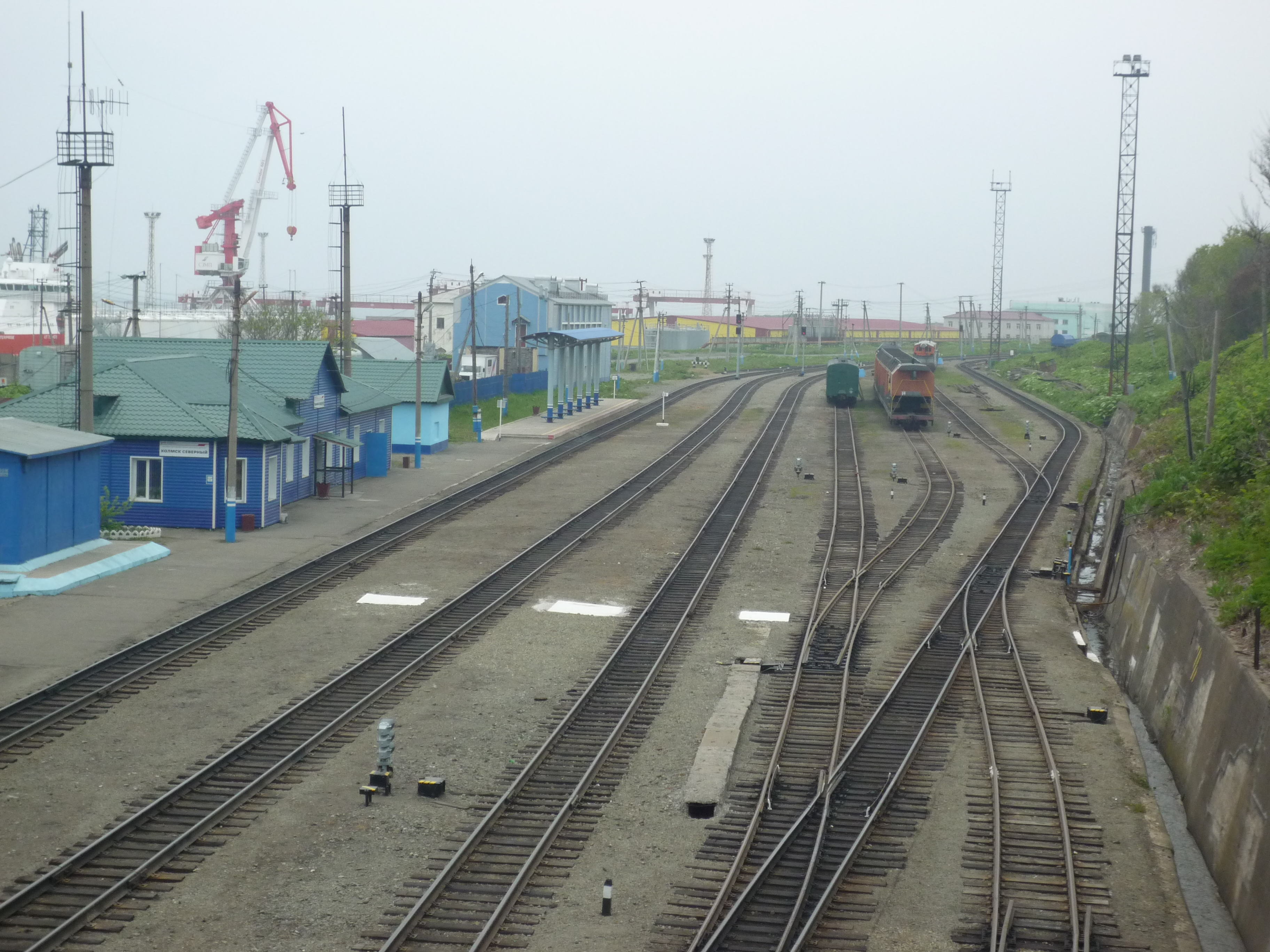
ホルムスク＝セヴェルヌイ駅構内（2012年）。左後方はサハリン西海洋港
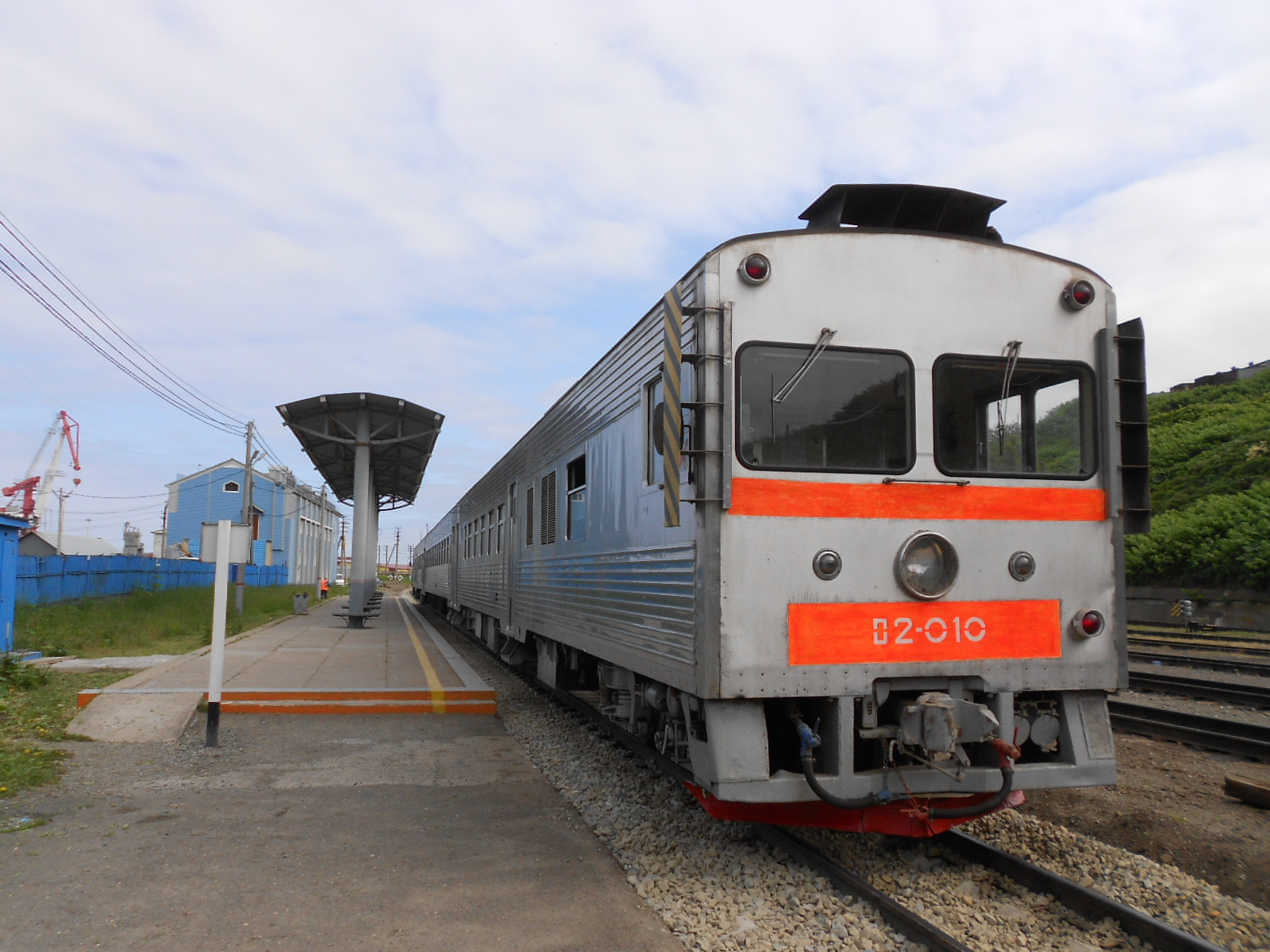
ホルムスク＝セヴェルヌイ駅ホーム（2016年）
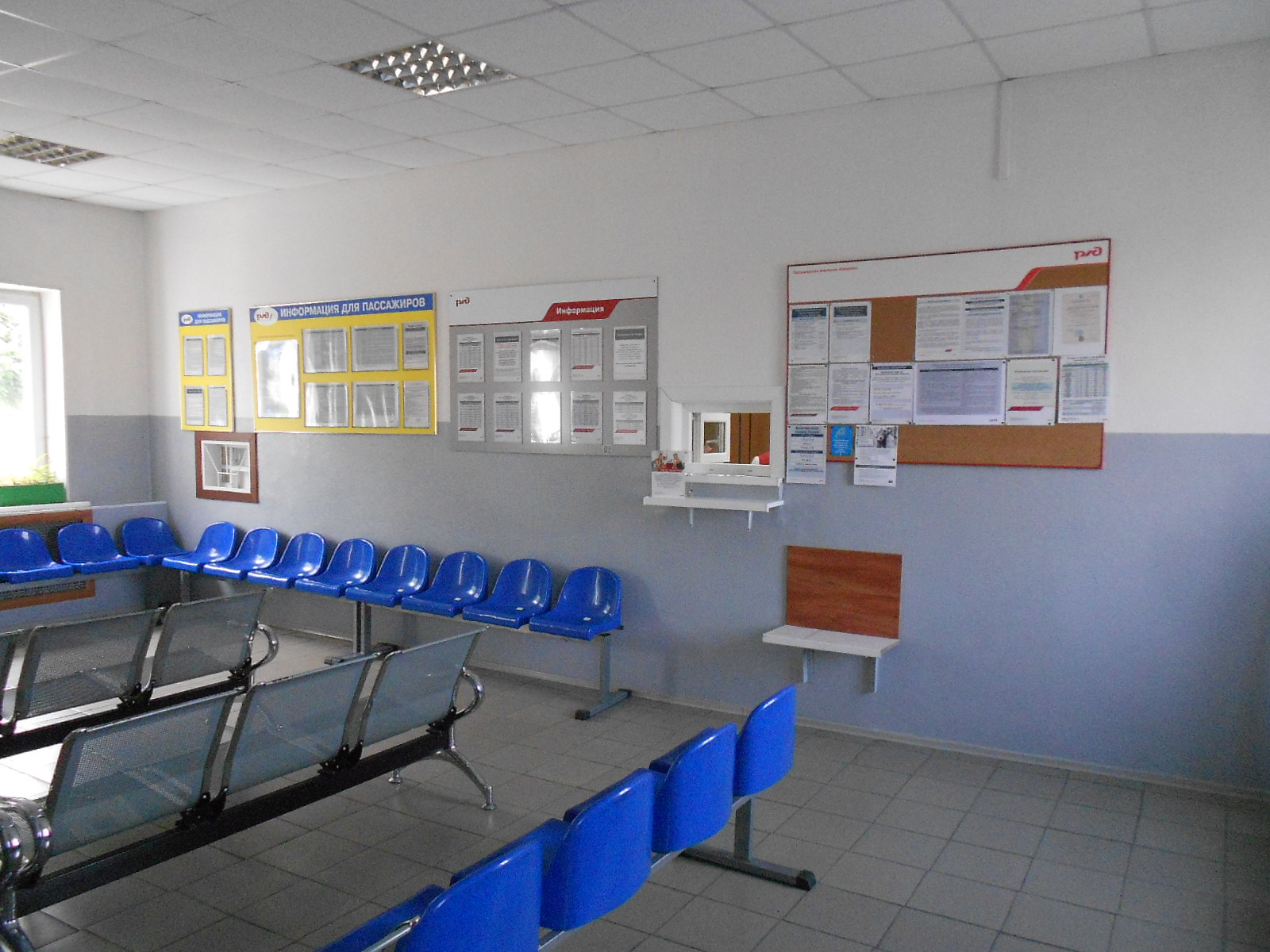
駅本屋待合室（2016年）

### ホルムスク機関区
ホルムスク＝セヴェルヌイ駅北方に隣接するホルムスク機関区（Локомотивное депо Холмск）は、1926年に豊真線逢坂 - 手井間開通に合わせ、真岡機関区として開設された機関区で、旧樺太西線および現在のシャフタ＝サハリンスカヤ─アルセンチェフカ線で運用される動力車の車両検修基地である。電報番号はТЧ-2。真岡機関区開設時に設けられた日本時代の扇形庫と汽車製造製の転車台が戦後も長く使用されていたが、老朽化に伴い扇形庫は2014年に、転車台は2018年にそれぞれ解体され現存しない。ソ連時代には扇形庫に併設して本線と並行する矩形庫が増築され、1980年代には客車の車体洗浄装置が設けられた。
広軌化以前はТГ16形、ТГ21形、ТГ22形、ТГМ7形、ТГМ11形、ТГМ11А形、ТУ8Г形のディーゼル機関車と、Д2形ディーゼル動車を配備。また工事や事故復旧用の職用車として操重車と長物車および日本時代の客車を転用した要員輸送車が所属していた。また近年までホルムスク＝ユージヌイ駅構内に日本時代の雪かき車「ワジマ」（Вадзима）やソ連時代のСМ2形などの除雪車数台とТУ8Г形軌道モーターカーなどを留置していた。
このほか、ホルムスク海洋貿易港には港湾支区（Портовое депо）があり、本機関区所属の入換用機関車がワニノ・ホルムスク鉄道連絡船桟橋において車両の引き出し・積み込みを行っているほか、2019年に実施された島内広軌化まで4両分の台車を一度に交換する台車交換装置を用いた広軌─狭軌の台車交換作業も所管していた。

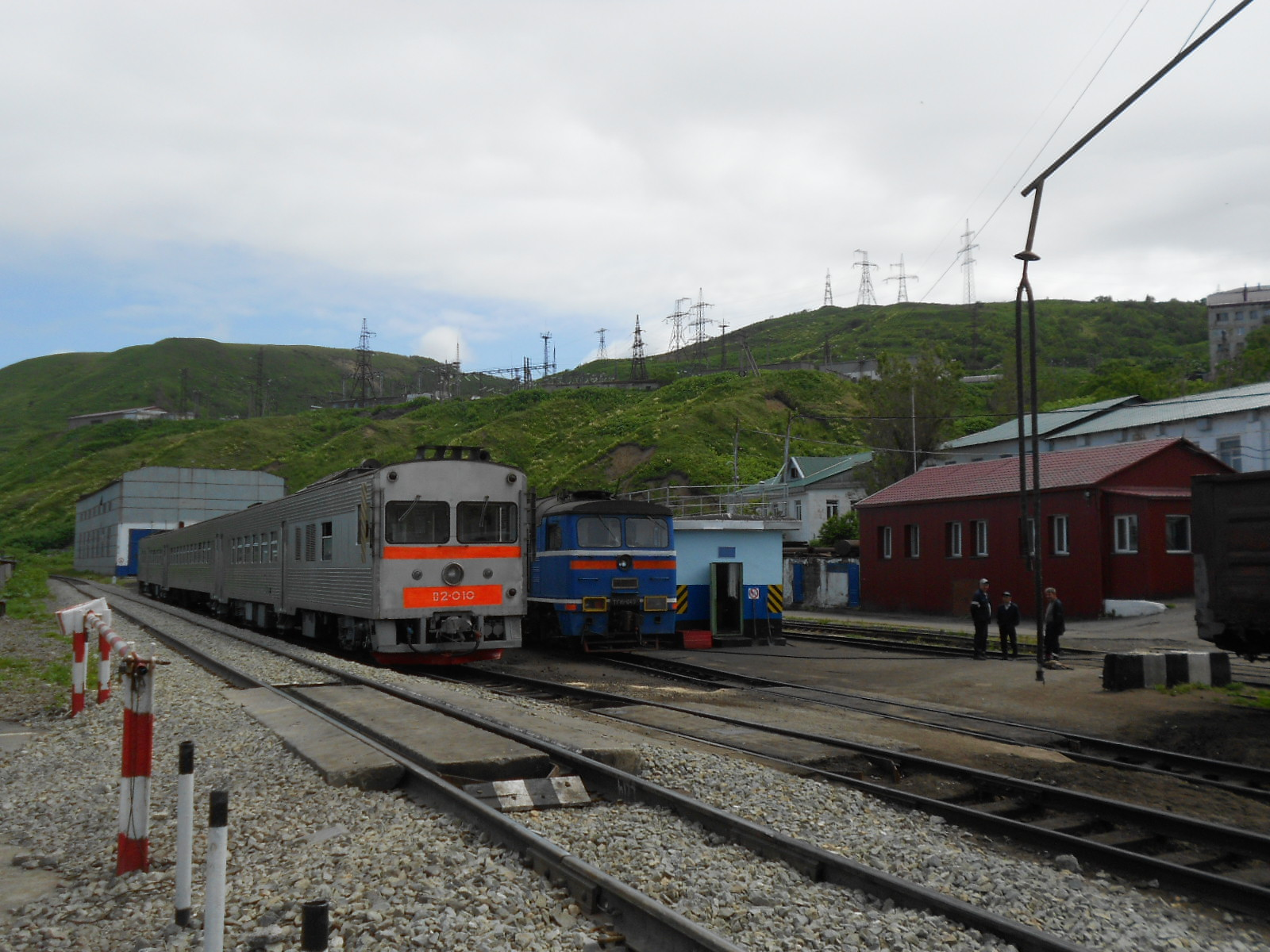
ホルムスク機関区（2016年）
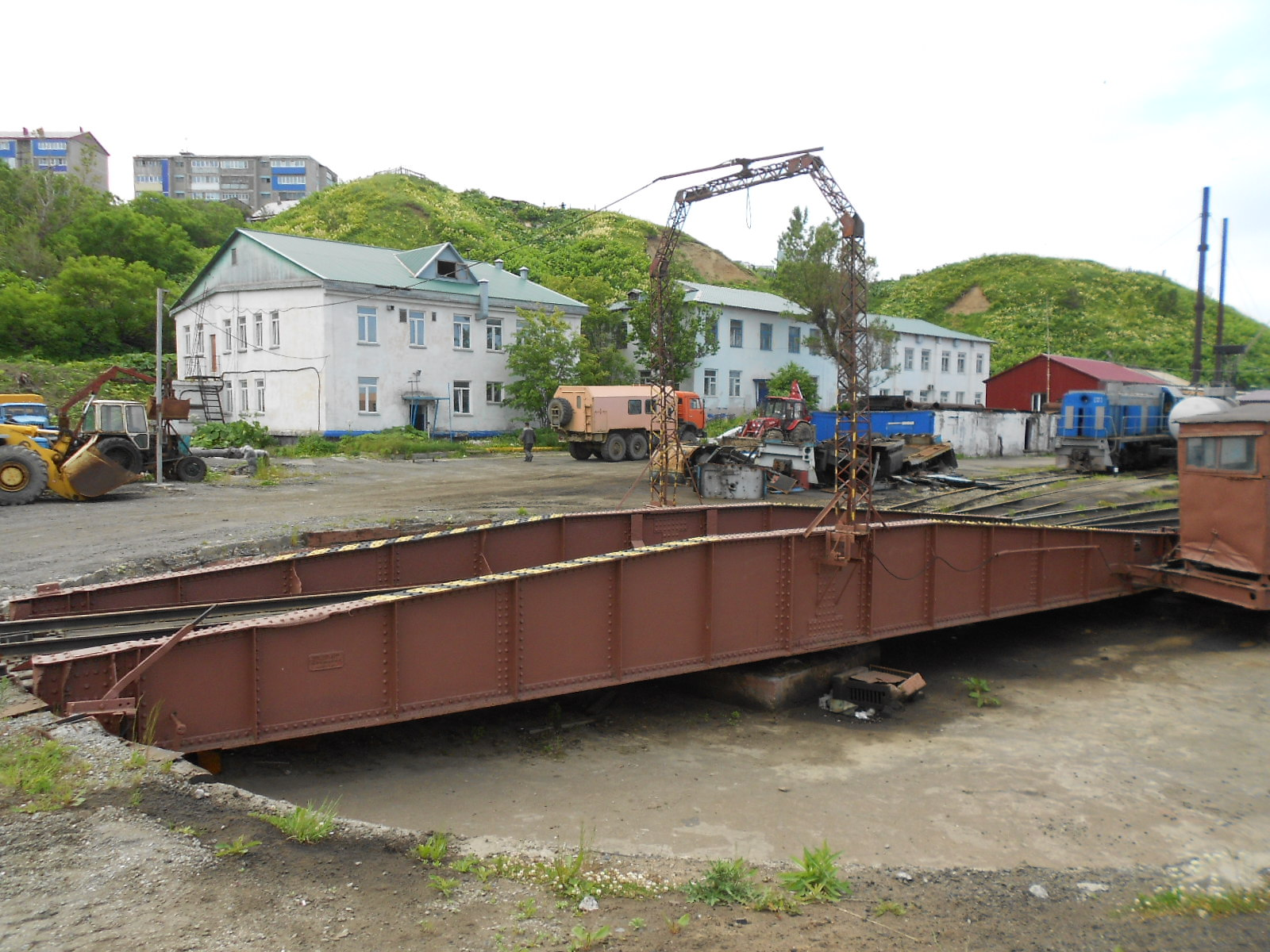
2018年に解体された旧真岡機関区時代の転車台（2016年）
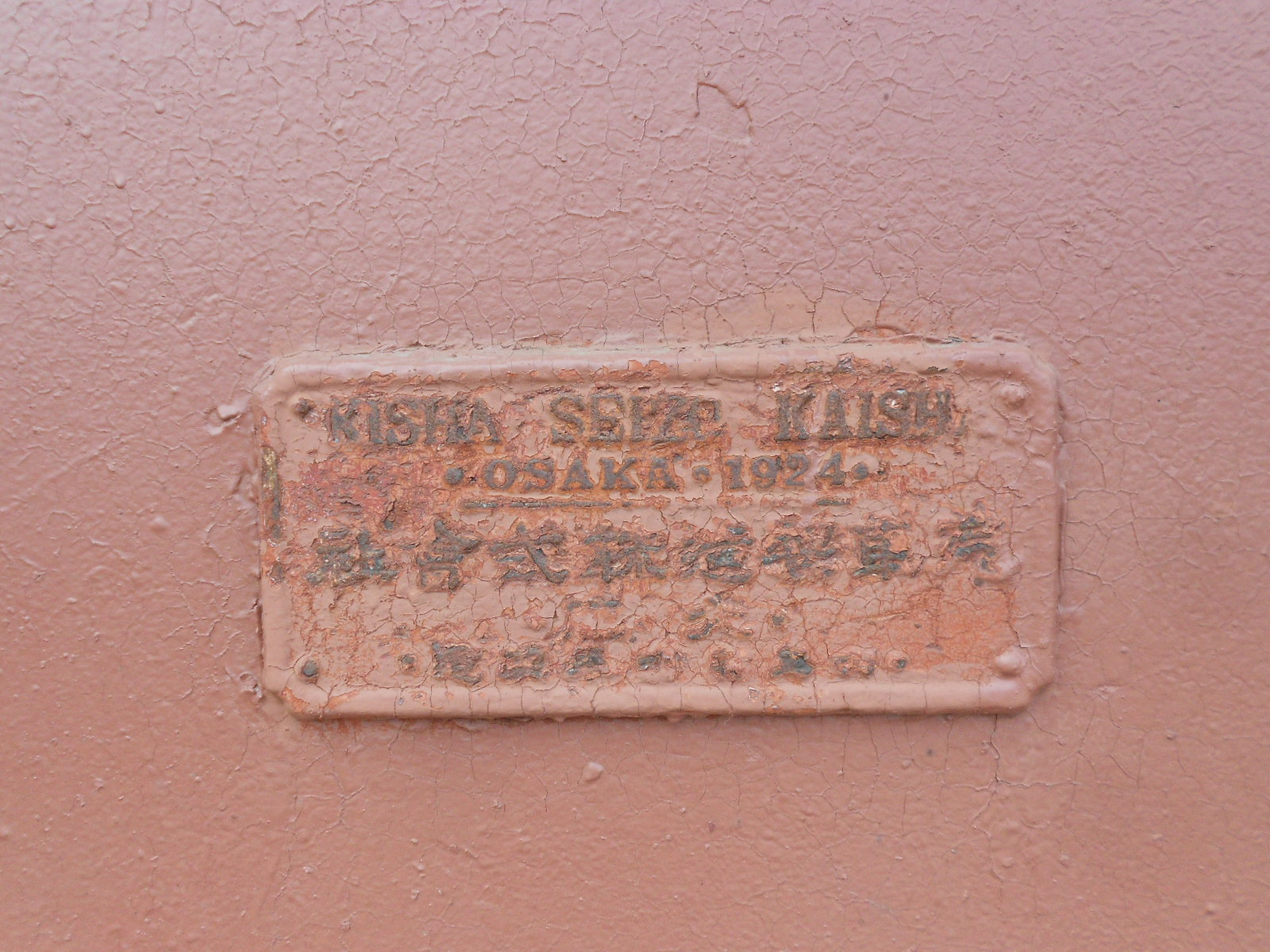
転車台に残っていた汽車製造の製造銘板（2016年）

## 歴史
- 1921年（大正10年）11月1日：樺太庁鉄道西海岸線真岡駅 - 野田駅間開通により荒貝駅として開業[1]。
- 1926年（大正15年）11月15日：豊真線の逢坂駅 - 手井駅間開通。列車が当駅発着となる。
- 1928年（昭和3年）9月3日：豊真線全線開業により、豊原駅との間に直通列車設定。
- 1930年（昭和5年）11月1日：北真岡駅に改称。
- 1943年（昭和18年）4月1日：南樺太の内地化にともない、鉄道省に移管。
- 1945年（昭和20年）8月：ソ連軍が南樺太へ侵攻、占領し、駅を含め全線がソ連軍に接収される。
- 1946年（昭和21年）
  - 2月1日：「国有鉄道線路名称」の「樺太線の部」削除により書類上廃止。
  - 4月1日：ソ連運輸通信省南サハリン鉄道局発足にともないソ連国鉄に編入され、ホルムスク＝セヴェルヌイ駅に改称。

## 駅周辺

### 現在
- サハリン西海洋港（Сахалинский Западный морской порт）
- サハリンレムフロート株式非公開会社本社（ЗАО «Сахалинремфлот», 旧ホルムスク造船工場）

## 隣の駅

### 日本時代
鉄道省樺太鉄道局
樺太西線
真岡駅 - （中真岡駅） - 北真岡駅 - （宇遠泊駅） - 幌泊駅